# Mapleton (Ontario)
Mapleton to gmina (ang. township) w Kanadzie, w prowincji Ontario, w hrabstwie Wellington.
Powierzchnia Mapleton to 534,68 km².
Według danych spisu powszechnego z roku 2001 Mapleton liczy 9303 mieszkańców (17,40 os./km²).